# Kapta Listbroking
Kapta Listbroking es una empresa española con sede en Madrid dedicada a la consultoría en alquiler de bases de datos con fines promocionales. 
Es fundada el 17 de mayo de 2007 como Kapta List Consulting por Francisco Cano y Alberto Bastida con el objetivo de «brindar soluciones con el foco en el cliente, garantías de legalidad y la calidad de los datos» en el sector de alquiler de bases de datos.
En sus comienzos, Kapta se especializó en el sector de telecomunicaciones con bases de datos para telemarketing, principalmente dirigidas al buzoneo postal. En apenas unos años, la empresa registró un incremento en volumen de facturación (entre 300 y 600 mil euros en 2018) y clientes, hasta ampliar su servicio a otros sectores como seguros, automoción, así como a campañas enfocadas a empresas, autónomos y pymes. Una década más tarde, con el auge de Internet sus servicios se diversificaron también al ciberbuzoneo con bases de datos para otros canales como el correo electrónico, el teléfono móvil y el SMS.
En 2019 realiza el cambio de nombre a Kapta Listbroking S.L. como parte de una campaña de rebranding interno. En 2021 ocupa el puesto nº1 del ranking de proveedores de list broking de Madrid elaborado por Empresite.